# 슈테판 라브

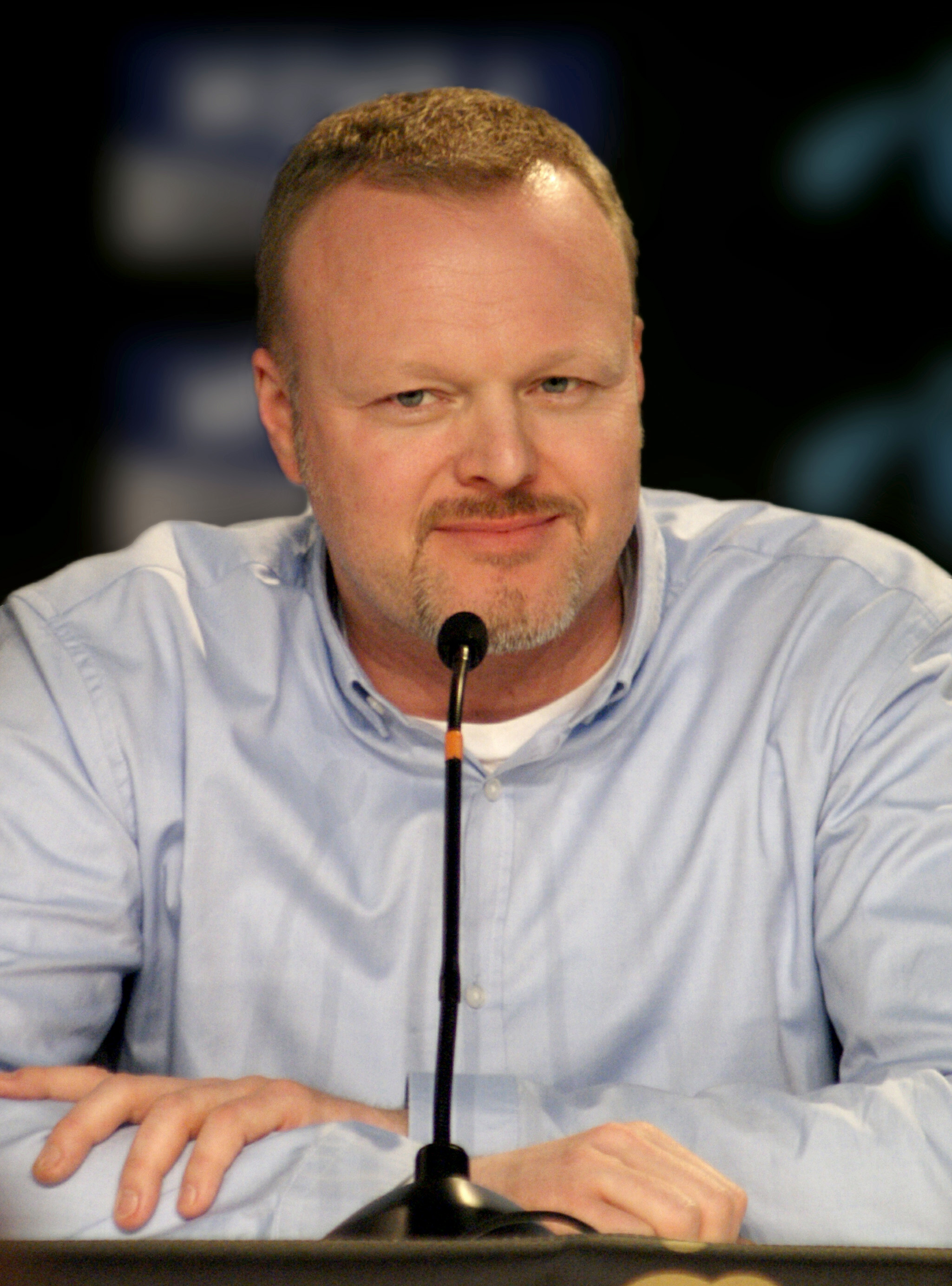
슈테판 라프

슈테판 콘라트 라프(Stefan Konrad Raab, 1966년 10월 20일 ~ )는 독일의 코미디언이자 텔레비전 진행자이다.

## 내력
1999년 토크쇼 《TV 토탈》의 사회자로 발탁되었다. 2000년 유로 비전 송 콘테스트 독일 대표로 출전해 5위 입상을 하였다. 2011년 유로 비전 송 콘테스트를 공동 진행했다.